# Sagar Thapa
Sagar Thapa (19 de abril de 1985) é um futebolista nepalês.
Atua como zagueiro. Jogou na Mongólia e teve passagem rápida e sem brilho em dois times da China. Jogou no New Road Team e no Manang Marsyangdi Club, ambos do Nepal. Desde 2006 é capitão da Seleção Nepalesa de Futebol. 